# Luigi Chierchia
Luigi Chierchia (1957) é um matemático italiano.
Chierchia obteve um doutorado no Instituto Courant de Ciências Matemáticas, orientado por Henry McKean, com  tese Quasi-Periodic Schrodinger Operators in One Dimension, Absolutely Continuous Spectra, Bloch Waves and integrable Hamiltonian Systems.
Foi palestrante convidado do Congresso Internacional de Matemáticos em Seul (2014: Metric stability in the planetary n-body problem, com Gabriella Pinzari).

## Publicações selecionadas
- com Alessandra Celletti: KAM stability and celestial mechanics, Memoirs AMS 2007
- KAM-theory and celestial mechanics, in: Francoise, Naber, Tsou, Encyclopedia of Mathematical Physics, Elsevier, Volume 3, 2006, p. 189–199.
- Absolutely continuous spectra of quasiperiodic Schrödinger operators, Journal of Math. Physics, Volume 28, 1987, p. 2891–2898.
- com A. Celletti: Rigorous estimates for a computer-assisted KAM theory, Journal of Math. Physics, Volume 28, 1987, p. 2078–2086.
- com Giovanni Gallavotti:  Drift and diffusion in phase space, Ann. Inst. Henri Poincaré, Phys. Théor., Volume 60, 1994, p. 1–144.
- com C. Falcolini: A direct proof of a theorem by Kolmogorov in Hamiltonian systems, Annali Scuola Normale Sup. Pisa, Scienze Fisiche e Matematiche, XXI Fasc. 4, 1994, p. 541–593.
- com F. Pusateri: Analytic Lagrangian tori for the planetary many-body problem, Ergod. Th. & Dynam. Sys., Volume 29, 2009, p. 849–873.
- com Pinzari: Properly-degenerate KAM-theory (following V. I. Arnold), Discrete Cont. Dyn. Syst., Ser. S 3, 2010, Nr. 4, p. 545–578.
- com Pinzari: Deprit's reduciton of the nodes revisited, Celestial Mech. Dyn. Astron., Volume 109, 2011, p. 285–301.
- com Pinzari: The planetary n-body problem: symplectic foliation, reductions and invariant tori, Inventiones Mathematicae, Volume 186, 2011, p. 1–77.
- com Pinzari: Planetary Birkhoff Normal Forms, J. Mod. Dyn., Volume 5, 2011, p. 623–644.